# ادوین آگوست
ادوین آگوست (انگلیسی: Edwin August؛ ۲۰ نوامبر ۱۸۸۳ – ۴ مارس ۱۹۶۴) هنرپیشه، فیلم‌نامه‌نویس و کارگردان اهل ایالات متحده آمریکا بود.

## بخشی از فیلمشناسی
بازیگر
- نبرد (۱۹۱۱)
- بیداری او (۱۹۱۱)

کارگردان
- توتیای دریایی (۱۹۱۳)
- دام (۱۹۱۳)